# Katharina Abt
Katharina Abt (geboren Katharina Abt-Meyer; * 6. Juni 1967 in München) ist eine deutsche Schauspielerin.

## Leben
Katharina Abt ist die Tochter der verstorbenen Sängerin Judith Abt. Sie wurde in München geboren und wuchs dort auf. Während der Schulzeit begann sie, erste Erfahrungen vor der Kamera zu sammeln. Von 1988 bis 1991 besuchte sie die Westfälische Schauspielschule in Bochum. Sie studierte gleichzeitig mit Michael Kessler und Andreas Nickl.
Das Erstengagement erhielt sie am Theater Dortmund, anschließend war sie von 1993 bis 1997 fest am Schauspielhaus Zürich engagiert. Als ihr damaliger Lebensgefährte Daniel Karasek 1997 Intendant am Theater Wiesbaden wurde, folgte Katharina Abt ihm. Sie arbeitet frei für die Bühne und vermehrt fürs Fernsehen. Abt war Ende der 1980er Jahre in einigen Kinofilmen zu sehen und spielte seitdem parallel im Theater und im Fernsehen einige große Rollen.
Sie gehörte zur Stammbesetzung der Serien Die Albertis und Der Elefant – Mord verjährt nie. Nachdem letztere aufgrund schlechter Quoten eingestellt worden war, spielte sie an der Seite von Ottfried Fischer die Nachfolge von Katerina Jacob in der Serie Der Bulle von Tölz. Ab 2016 war sie in der Rolle der Verena Danner die erste Kommissarin in der Serie Die Rosenheim-Cops. 2020 stieg sie nach vier Jahren aus.
Seit Anfang der 2000er Jahre lebt Abt in Hamburg-Winterhude. Sie bildete sich bei mehreren Gesangslehrern zur Sängerin und Musicaldarstellerin weiter. Gemeinsam mit Daniel Karasek überträgt sie Theaterstücke vom Englischen ins Deutsche. Seit 2022 ist sie Dozentin an der Schule für Schauspiel Hamburg.
Seit Januar 2023 ist sie ehrenamtlich Mitglied des Vorstands der Schauspielgewerkschaft Bundesverband Schauspiel (BFFS).

## Filmografie

### Fernsehen
- 1985: Ein Fall für Zwei – Rotkäppchen
- 1985: Alles Paletti
- 1988: The Contract
- 1988: Die Schwarzwaldklinik (Folgen 54/55)
- 1988: Arsene Lupin
- 1988: Derrick – Eine Reihe von schönen Tagen
- 1988: Wieviel Liebe braucht der Mensch
- 1988: Polizeiinspektion 1 – Der Umzug
- 1989: Tatort: Die Neue
- 1990: Ein Fall für Zwei – Madonna
- 1990: Codename: Gorilla – Le Gorille se mange froid
- 1990: SOKO 5113 – Bella Bionda
- 1991: Der Fahnder
- 1992: Die Männer vom K3 – Ein langes Wochenende
- 1992: Tatort: Unversöhnlich
- 1993: Mittsommernacht
- 1995: Tatort: Blutiger Asphalt
- 1998: Der Bulle von Tölz: Tod eines Strohmanns
- 1998: Du hast mir meine Familie geraubt
- 1998: Ärzte – Hoffnung für Julia
- 1999: JETS – Leben am Limit
- 2000: Im Namen des Gesetzes – Unerwünscht
- 2001–2002: Die Kumpel
- 2000: Rosamunde Pilcher: Zeit der Erkenntnis
- 2001: Wilsberg und der Schuss im Morgengrauen
- 2002: Die Rosenheim-Cops – Die Zocker von Rosenheim
- 2002: Tatort: Bienzle und der süße Tod
- 2003: SOKO Leipzig – Die Witwe
- 2003–2004: Die Albertis
- 2003–2005: Der Elefant – Mord verjährt nie
- 2006: Die Tote vom Deich
- 2006–2009: Der Bulle von Tölz
- 2006: Katharina die Große (Dokumentarfilm)
- 2007: Der Staatsanwalt – Glückskinder
- 2007: Die Verzauberung
- 2008: Alarm für Cobra 11 – Die Autobahnpolizei – Unter Druck
- 2008: SOKO Wismar – Frau Neumann
- 2009: Lilly Schönauer: Heimkehr ins Glück
- 2010: Haltet die Welt an
- 2010: Auftrag in Afrika
- 2010–2011: Familie Dr. Kleist
- 2011: Wilsberg: Frischfleisch
- 2011: Der Alte – Tödliche Ermittlung
- 2011: Von Mäusen und Lügen
- 2012: Der Alte – Bis zum Äußersten
- 2012: Die Jagd nach dem weißen Gold
- 2012: Das Traumschiff – Singapur/Bintan
- 2013: Die Rosenheim-Cops – Ein Teich, ein Frosch, ein Mord
- 2013: Die Speckners (Fernsehserie, 6 Folgen)
- 2014: Brezeln für den Pott
- 2014: Notruf Hafenkante – Bataillon d’Amour
- 2015: Notruf Hafenkante – Hans im Glück
- 2015: Herzensbrecher – Vater von vier Söhnen – Zivilcourage
- 2016: Notruf Hafenkante – Crystal
- 2016: Notruf Hafenkante – Gegen die Uhr
- 2016–2020: Die Rosenheim-Cops (Fernsehserie, 23 Folgen)
- 2017: In aller Freundschaft – Die jungen Ärzte – Wer wagt, gewinnt
- 2019: Rosamunde Pilcher: Meine Cousine, die Liebe und ich
- 2019: Scheidung für Anfänger
- 2019: In aller Freundschaft – Die wilde Heidi
- 2019: Hubert ohne Staller – Der Bartmeister
- 2020: Rentnercops: Jeder Tag zählt! – Aliens!
- 2021: Watzmann ermittelt – Löwinnen
- 2021: Die Pfefferkörner – Giftige Fässer
- 2021: Großstadtrevier – Der gute Bulle
- 2023: In aller Freundschaft – Die jungen Ärzte – Umdenken
- 2024: SOKO Köln – Der verfluchte Jonas
- 2024: WaPo Bodensee – Eine Leiche taucht auf
- 2024: Pumpen (Fernsehserie)

### Kino
- 1989: Adrian und die Römer
- 1991: Herz in der Hand
- 1991: Bronsteins Kinder
- 1992: Kleine Haie
- 1992: Nordkurve
- 1999: Südsee, eigene Insel
- 2012: Unter Frauen

## Theater
- 1991–1992: Schauspielhaus Bochum
- 1992–1993: Schauspiel Dortmund
- 1993–1997: Schauspielhaus Zürich
- 1996–1997: Theater Basel
- 1998–1999: Münchner Volkstheater
- 2000: Schauspielhaus Zürich
- 2001: Hessisches Staatstheater Wiesbaden (Gastengagement)
- 2003: Theater Freiburg (Gastengagement)
- 2004–2005: Hamburger Kammerspiele
- 2006–2021: Theater Kiel (Gastengagement)
- 2006–2011: Schauspielhaus Düsseldorf
- 2013–2014: Hamburger Kammerspiele
- 2014–2016: Theater Kontraste, Hamburg
- 2016: Altonaer Theater
- 2018–2019: Staatstheater Darmstadt
- 2020: Komödie im Bayerischen Hof
- 2021: Ernst-Deutsch-Theater, Hamburg
- 2022 Theater Lübeck
- 2023 Staatstheater Darmstadt
- 2024–2025 Städtische Bühnen Bern

## Hörspiele (Auswahl)
- 2019: Thomas Fritz: Toter Winkel (Georgi) – Regie: Ulrich Lampen (Kriminalhörspiel, NDR)

## Auszeichnungen
- 2015: Rolf-Mares-Preis für ihre Rolle als Silvia in Kaspar Häuser Meer im Theater KONTRASTE im Winterhuder Fährhaus